# Lijst van nummer 1-hits in Frankrijk in 2006
Deze hits stonden in 2006 op nummer 1 in de SNEP Single Top 100, de bekendste hitlijst in Frankrijk.
| Datum        | Artiest               | Titel                                   |
| ------------ | --------------------- | --------------------------------------- |
| 7 januari    | Juanes                | La camisa negra                         |
| 14 januari   | Juanes                | La camisa negra                         |
| 21 januari   | Amine                 | J'voulais                               |
| 28 januari   | Nolwenn Leroy         | Nolwenn ohwo!                           |
| 4 februari   | Amine                 | J'voulais                               |
| 11 februari  | Amine                 | J'voulais                               |
| 18 februari  | Amine                 | J'voulais                               |
| 25 februari  | Zucchero & Maná       | Baila moreno                            |
| 4 maart      | Zucchero & Maná       | Baila moreno                            |
| 11 maart     | Zucchero & Maná       | Baila moreno                            |
| 18 maart     | Zucchero & Maná       | Baila moreno                            |
| 25 maart     | Pigloo                | Le papa pingouin                        |
| 1 april      | Pigloo                | Le papa pingouin                        |
| 8 april      | Pigloo                | Le papa pingouin                        |
| 15 april     | Diam's                | La boulette                             |
| 22 april     | Diam's                | La boulette                             |
| 29 april     | Diam's                | La boulette                             |
| 6 mei        | Shakira & Wyclef Jean | Hips don't lie                          |
| 13 mei       | Pakito                | Living on video                         |
| 20 mei       | Pakito                | Living on video                         |
| 27 mei       | Pakito                | Living on video                         |
| 3 juni       | Pakito                | Living on video                         |
| 10 juni      | Crazy Frog            | We are the champions (Ding a dang dong) |
| 17 juni      | Crazy Frog            | We are the champions (Ding a dang dong) |
| 24 juni      | Crazy Frog            | We are the champions (Ding a dang dong) |
| 1 juli       | Crazy Frog            | We are the champions (Ding a dang dong) |
| 8 juli       | Crazy Frog            | We are the champions (Ding a dang dong) |
| 15 juli      | Cauet                 | Zidane y va marquer                     |
| 22 juli      | Cauet                 | Zidane y va marquer                     |
| 29 juli      | La Plage              | Coup de boule                           |
| 5 augustus   | La Plage              | Coup de boule                           |
| 12 augustus  | La Plage              | Coup de boule                           |
| 19 augustus  | Tribal King           | Façon sex                               |
| 26 augustus  | Tribal King           | Façon sex                               |
| 2 september  | Tribal King           | Façon sex                               |
| 9 september  | Tribal King           | Façon sex                               |
| 16 september | Tribal King           | Façon sex                               |
| 23 september | Johnny Hallyday       | La loi du silence                       |
| 30 september | Moby & Mylène Farmer  | Slipping away                           |
| 7 oktober    | Faf Larage            | Pas le temps                            |
| 14 oktober   | Faf Larage            | Pas le temps                            |
| 21 oktober   | Faf Larage            | Pas le temps                            |
| 28 oktober   | Faf Larage            | Pas le temps                            |
| 4 november   | Faf Larage            | Pas le temps                            |
| 11 november  | Faf Larage            | Pas le temps                            |
| 18 november  | Faudel                | Mon pays                                |
| 25 november  | Fatal Bazooka         | Fous ta cagoule                         |
| 2 december   | Fatal Bazooka         | Fous ta cagoule                         |
| 9 december   | Fatal Bazooka         | Fous ta cagoule                         |
| 16 december  | Fatal Bazooka         | Fous ta cagoule                         |
| 23 december  | Fatal Bazooka         | Fous ta cagoule                         |
| 30 december  | Fatal Bazooka         | Fous ta cagoule                         |